# Manor Lords
Manor Lords est un jeu vidéo de stratégie en temps réel et de gestion de type city-builder médiéval, développé par Greg Styczeń de Slavic Magic et publié par Hooded Horse, sorti en accès anticipé le 26 avril 2024 sur Microsoft Windows, et est prévue pour une sortie Xbox One et Xbox Series à une date ultérieure.

## Système de jeu
Se déroulant en région Franconie dans le Saint-Empire romain germanique, de la fin du XIVe siècle, Manor Lords est un jeu de gestion de type city-builder médiéval qui comprend également une guerre tactique en temps réel,. Les trois modes différents du jeu, intitulés Bâtir et prospérer, Restaurer la paix et Sur le fil, se différencient par les aspects sur lesquels ils se concentrent : Bâtir et prospérer et Sur le fil mettent respectivement l'accent sur la croissance par la construction de villes et la conquête par la guerre, tandis que Restaurer la paix donne une expérience plus équilibrée. Le jeu offre un certain degré de personnalisation, le joueur pouvant ajuster les valeurs du jeu telles que la position de départ et les menaces hors de la carte.
Les aspects de la construction de la ville se concentrent sur l'expansion d'une colonie initialement petite grâce à la collecte de ressources et à l'expansion des réseaux commerciaux, tout en gérant les menaces qui pèsent sur la cohésion interne de la colonie,. L'accent mis par le jeu sur une précision historique approfondie signifie que les joueurs doivent gérer six types de taxation individuels et équilibrer une croissance rapide avec des aspects naturels tels que la météo et la possibilité de dégradation de l'environnement. Manor Lords, normalement vu dans une perspective isométrique descendante, comprend également une fonctionnalité qui permet au joueur d'explorer ses colonies en utilisant un mode caméra à la troisième personne,.

## Développement
Greg Styczeń est le créateur et développeur unique de Manor Lords à travers son studio Slavic Magic,, et l'a financé grâce à des dons sur Patreon. En publiant sa bande-annonce en juillet 2020, Styczeń visait initialement à ce que le jeu soit ajouté 14 000 fois à la liste de souhaits sur Steam, cependant, l'attente n'a cessé de croître et Manor Lords, ayant été ajouté plus de deux millions de fois en janvier 2024 qui dépasse Hades II peu de temps avant sa sortie pour devenir le jeu le plus souhaité sur Steam.
Le jeu devait initialement sortir fin 2023, mais a été retardé pour l'année suivante parce que Styczeń estimait que le jeu avait besoin de « plus de corrections de bugs et de peaufinage ». La sortie en accès anticipé de Manor Lords a lieu le 26 avril 2024 sur Microsoft Windows, et il sera disponible sur Xbox One et Xbox Series à une date ultérieure,.

## Accueil
L'accueil réservé aux démos initiales, comme celle présentée lors du Xbox Partner Preview fin octobre 2023, a été très positif, avec des éloges adressés en particulier à la nature complexe du jeu,. Matt Jarvis de Rock, Paper, Shotgun a comparé ses différents aspects aux franchises établies de Total War, Crusader Kings et Age of Empires, le qualifiant de « extrêmement ambitieux » et « rempli de potentiel ». Peu avant sa sortie, Manor Lords a intégré la liste de souhaits de Steam de plus de trois millions de joueurs.

### Ventes
Alors que le jeu est présent dans la liste de souhaits de 3,2 millions de joueurs sur Steam le jour de son lancement en accès anticipé, il se vend à 1 million d'exemplaires. Ce nombre de liste de souhaits est considéré comme le second plus haut des lancements entre début 2023 et sa sortie en avril 2024, juste derrière Starfield. En outre, il enregistre un pic à 173 178 joueurs simultanés sur la même plateforme, ainsi que 89 % d'évaluations positives au 30 avril,. Le 16 mai, 2 millions d'exemplaires ont été vendus, puis en octobre, le jeu s'était écoulé à 2,5 millions d'unités. Début février 2025, soit moins 10 mois après sa sortie, il atteint les 3 millions de copies vendues.

### Récompenses
| Année | Cérémonie                         | Catégorie                            | Résultat          | Ref.   |
| ----- | --------------------------------- | ------------------------------------ | ----------------- | ------ |
| 2024  | Golden Joystick Awards            | Meilleur jeu en accès anticipé       | Nomination        | [ 17 ] |
| 2024  | DevGAMM Awards 2024               | Grand prix                           | Lauréat           | [ 18 ] |
| 2024  | The Game Awards 2024              | Meilleur premier jeu indépendant     | Nomination        | [ 19 ] |
| 2024  | The Game Awards 2024              | Meilleur jeu de simulation/stratégie | Nomination        | [ 19 ] |
| 2025  | 25e Game Developers Choice Awards | Meilleur Début                       | Mention honorable | [ 20 ] |

### Traduction
- (en) Cet article est partiellement ou en totalité issu de l’article de Wikipédia en anglais intitulé « Manor Lords » (voir la liste des auteurs).